# 안성 윤삼산 신도비
안성 윤삼산 신도비는 경기도 안성시 보개면에 있는 신도비이다. 1989년 1월 27일 안성시의 향토유적 제37호로 지정되었다.

## 개요
윤삼산(尹三山 1406~1457) 선생은 조선시대 훈구파 문신으로 호(號)는 수옹(壽翁)이요, 본관은 파평(坡平)이며, 우의정 윤호(尹壕) 선생의 아버지며, 좌의정 이원(李原) 선생의 사위이다. 
일찍이 문음(門陰)으로 상서주부(尙瑞注簿)를 거쳐 한성소윤에 이르렀으며, 1446년(세종28) 양근 군수(楊根 郡守)로 외직에 나갔다가 지통례문사(知通禮門事)가 되었다. 1450년(세종32)에는 판전농시사(判典農寺事)에 제수되었다가 판통례문사(判通禮門事)로 옮겼고, 1455년(세조1) 세조의 왕위 찬탈에 협조하여 좌익공신(佐翼功臣)이 되었다. 1456년(세조2)에 지병조(知兵曺)를 겸했으나 사퇴하였고, 세조가 정희 왕후의 근친이라 하여 대우가 극진했으며, 그 후 통정대부 첨지중추부사(通政大夫 僉知中樞府事)를 역임하였다. 
선생은 문장 • 글씨 • 죽화(竹畵)에 능하여 당대의 삼절이라 하였으며, 아들 윤호 선생의 딸이 성종의 계비(繼妃)인 정현왕후가 되어 사후에 영천부원군(鈴川府院君)에 추증되었다. 선생의 묘소 중앙에는 상석이 있고, 좌우에는 문인석이 있으며, 전면에는 석등이 갖추어져 있고, 부인 고성 이씨의 묘소는 이 곳에서 1백 여보 떨어진 곳에 위치해 있다. 
선생의 신도비는 1486년(성종17)6월에 건립된 것으로, 비문은 대제학 서거정(大提學 徐居正)선생이 글을 짓고, 좌리 공신 이조판서 정난종(鄭蘭宗) 선생이 글씨를 썼으며 대리석으로 조성된 비신과 이수의 총 높이는 261cm이고, 폭이 73cm, 두께가 21cm이다. 특히 이수는 당초문(唐草文)으로 정교하게 양각되어 있다.

## 참고 문헌
- 윤삼산신도비 - 안성문화관광 - 시지정문화재